# Aedes woodi
Aedes woodi är en tvåvingeart som beskrevs av Edwards 1922. Aedes woodi ingår i släktet Aedes och familjen stickmyggor. Inga underarter finns listade i Catalogue of Life.